# Боговидіння

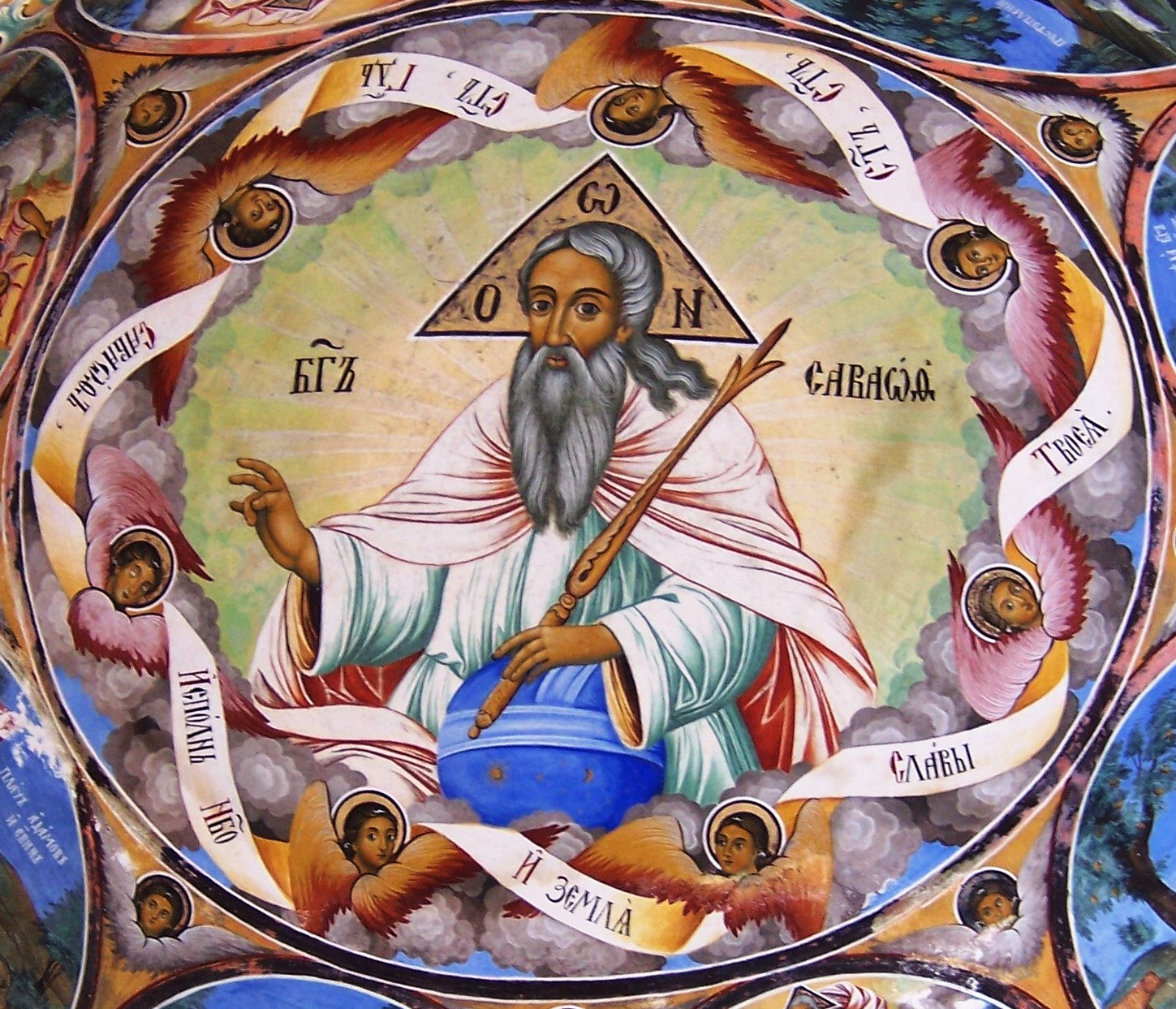
Зображення Бога Саваота на стінах Рильського монастиря в Болгарії

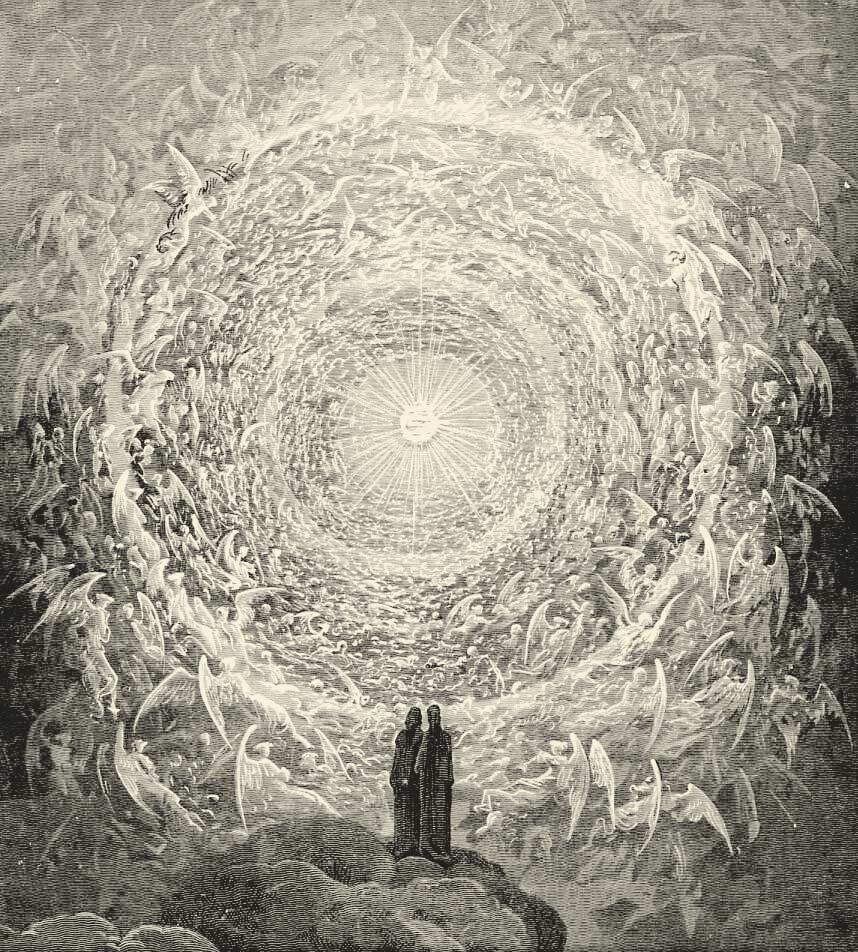
Данте та благословенне видіння на найвище Небо. З ілюстрацій Ґустава Дора до Божественної комедії

Боговидіння, Видіння Бога (англ. Beatific vision) - православне вчення про видіння Бога, догматично сформульоване святителем Григорієм Паламою та його прихильниками на декількох Помісних Соборах в період з 1340 по 1360 рік, базується на численних свідоцтвах Священного Писання і творах Святих Отців. В систематичному вигляді воно було викладене Володимиром Лоським в книзі "Боговидіння". 
В римо-католицькій церкві поняття боговидіння — відоме як благословенне видіння і означає вічне та безпосереднє споглядання Бога тими хто в небі, що дає їм найвище щастя та благословенність.

## Можливість та неможливість видіння Бога згідно з Біблією
Лоський зауважує, що вже в Біблії міститься два ряди текстів, якби сперечливих один одному: один заперечує можливість боговидіння, інший навпаки, стверджує, що в цьому видінні і полягає явище призначення людини.
До першого ряду, зокрема, відносяться слова Бога Мойсею: "Лиця Мого не можна тобі побачити, тому що людина не може побачити Мене і залишитися в живих." (Вихід 33:16, порівняйте Суддів 6:22, Вихід 6:5, Івана 1:18). 
До другого ряду належать старозавітні  і новозавітні оповіді про зустріч Бога з людьми, а окрема слова Якова: "Я бачив Бога лицем в лице, і збереглася душа моя" (Буття 32:30), оповідь про Мойсея, який бачив Бога "лицем в лице" і вів бесіду з ним, як друг з другом" (Вихід 33:11); слова Йова, який твердо вірить в можливість боговидіння: "Я знаю Викупитель мій живий, і Він в останній час піднімить з праху мою цю шкіру, що розпадається, і я в плоті побачу Бога. "Я побачу Його Сам, мої очі, не очі іншого - побачать Його" (Йова 19:27); та його ж слова: "Я чув про тебе слухом вуха, тепер ж очі мої бачать Тебе." (Йова 42:5). Сюди ж належать слова Христа "блаженні чисті серцем, бо вони Бога побачать" (Матвія 5:8). Апостоли Іван і Павло пишуть про кінцеві плоди усиновлення Богу, коли ми "побачимо Його, як Він є" (1 Івана 3:2) і не через тускле скло, а "лицем в лице" (1 Коринтян 13:12).

## Можливість та неможливість видіння Бога згідно з творами Святих Отців
В творах Святих Отців теж присутні два мотиви: стверджується невидимість і неприступність Бога і разом з тим ясно говориться про можливість Його бачити. Преподобний Симеон Новий Богослов, наприклад гаряче полемізує з тими, хто вбачає в словах апостола Івана "Бога не бачив ніхто ніколи" (Івана 1:18) вказівку на неможливість боговидіння. Він пише, що ідейні противники, почувши від нього про видіння Бога, "відразу ж змінюють вираз обличчя і відвертаються, як нібито почувши нетерпими богохульство. Потім прийнявши сумирний вигляд...відповідають: "І хто ж посміє сказати, що він коли-небудь бачив чи всеціло споглядав (Бога)?.. Адже ж сказано: Бога не бачив ніхто ніколи". "О затемнення! Хто це сказав дайте мені відповідь? - "Єдинородний Син, - говорить, - Сущий в недрі Отчому, Він явив". Правду говориш і свідоцтво твоє істинне, але тільки воно проти твоєї душі, бо якщо я тобі покажу, що той ж самий Син і Бог говорить, що це можливо - що тоді скажеш? А він говорить: Бачивший Мене бачив Отця (Івана 14:9). І сказав Він не про бачення Його тіла, але про обявлення Його Божества."  
Твердження про неможливість видіння Бога преподобний Симеон називав найгіршою єресю, що поміщає в собі всі існуючі єресі. Він стверджував виходячи з власного досвіду, що Бог відкривається людині і стає видимим, причому не в майбутньому житті, але вже тут, на землі. 

## Антиномічність проблеми видіння Бога
Яким чином невидимий Бог може бути видимим, і як з неприступним можна спілкуватися? Не усуваючи первинної антиномічності проблеми боговидіння, святитель Григорій Палама вирішує її за допомогою розрізнення між "сутністю" (ousia) та "енергією" (energeia - дія) Бога: "Божественна сутність - суміжна не сама в собі, а в своїх енергіях". Палама пише: "Сутність Божа непричасна і деяким чином причасна. Ми приобщаємося Божественної істоти і разом з тим ніскільки її не приобщаємося.  Отже, нам треба триматися того та іншого твердження." Сутність Божа залишається цілісною і незмінно, і Божественна благодать не є вилиттям сутності Бога, але проявом Його енергії. І людина споглядаючи Бога, не зливається з сутністю Споглядаємого, а стає причасником Його енергії.

## Описи боговидіння з життя святих та в творах Отців Церкви
В життях святих і в торах Отців Церкви описано безліч випадків, коли під час молитви розум людини був "схоплений" в інший світ, де він споглядав Бога, ангелів, Царство Небесне. Апостол Павло пише: "Не корисно хвалитися мені, бо я прийду до видінь та обявлень Господнім. Знаю людину у Христі, котра чотирнадцять років тому, (в тілі чи - не знаю, чи поза тілом - не знаю: Бог знає) взята була до третього неба. І знаю про таку людину (тільки не знаю - в тілі, чи поза тілом: Бог знає), що вона була взята в рай і чула слова невимовні, котрі людині не можливо вимовити" (2 Кор 12:1-4). Преподобний Ісаак Сирин пише про спогляданнях і обявленнях, які траплялися зі святими під час молитви: "Коли священик приготується, стане на молитву, вмилостивляючи Бога, молячись та збираючи свій розум вкуп, тоді Дух Святий сходить на хліб і вино, представлені на жертівнику. І Захарію під час молитви явився ангел і предвістив народження Івана, І Петрові, коли під час шостої години молився в горниці, явилося видіння...І...архієрей раз в рік, в страшну годину молитви...входив у Святе Святих і падав на лице своє, і чув Божі слова в страшному та невимовному видінні.О, як страшно се таїнство, якому служив при цьому архієрей! Так і всі видіння святим бувають під час молитви. Бо який інший час - такий святий  і по своїй святості настільки належний прийняттю дарувань, як час молитви, в якому людина веде бесіду з Богом? В цю годину...людина...заглиблюється думкою в Єдиного Бога, і її серце буває наповнене Богом, і від того вона пізнає незбагненне...і розум вражається і поглинається здивуванням...і він буває поза світом. І не молитвою тоді молиться розум, але буває в захопленні, при спогляданні незбагненного - того, що за межами світу смертних, і замовкає в незнанні всього тутешнього. Це-то незнання називається найкращим знанням. Про це незнання говориться: блаженний збагнувший незнання, нерозлучне з молитвою."
Досвід боговидіння  для людини є настільки особистим та сокровенним, що рідко хтось зі святих говорив про нього детально. Апостол Павло обмежується декількома фразами про невимовні слова, які "людина не може передати".

## Середньовічна латинська схоластика про боговидіння
Тома Аквінський ставить те ж антиномічне запитання і відповідь: "Як ми можемо побачити Бога? По-перше нам потрібен орган зору, і тоді об'єкт увійде  дію зору якимось чином. Фізичні речі як каміння входять в зірколи їхнїй образ (авжеж не їхня фізична субстанція) вступає в око. Тепер, Бог є джерелом нашої здатності розуміти, а також можливий об'єкт нашого розуміння. Оскільки наша здатність розуміти не є Богом, але створеною, вона має бути діленою подобою Його предвічного розуму, певного виду розумове світло, що походить від Його предвічного світла. Отже щоби бачити Бога нам треба мати в собі якусь подібність Його, а саме нашу силу зору. Але жоден образ не може принести Бога в дієвий зір як об'єкт. Існування - сутність Бога, і оскільки жоден сотворений образ не є таким, ніхто не може представити Його нашим розумам. Крім того, Бог перевищує визначення поєднуючи в Собі до найбільшої міри абияку досконалість, що сотворені розуми в стані виразити чи зрозуміти, і жоден сотворений образ не в стані представити це нашому розуму оскільки всі вони - визначально та чи інша перфекція. Сказати, що Бога дійсно бачено шляхом образу дорівнюватиме сказати, що сама Божа субстанція не бачена. Субстанцією Бога є існування само по собі. Інші зрозумілі образи речей, котрі не є їхнім власним існуванням, існують в розумі певним видом розумового існування що формує розум і приводить його до дійсного розуміння цих речей. Але Бог є в сотвореному розумі зрозумілим Своєю власною субстанцією, скеровуючи наш розум до розуміння." 
Аквінський продовжує: "Наші органи чуття не можуть пізнати Бога, бо те що ми торкаємося нашими тілесними органами має бути теж тілесним. Бог не має тіла і не може бути доторканим чи уявленим але лише зрозумілим. Августин вважав це "ймовірним, що коли очі святих бачать нове небо та нову землю, вони бачать Бога присутнього скрізь керуючого речами, так як ми бачимо життя живучих дихаючих людей навколо нас; бо те що вони живі не є тим чимось що ми віримо, але тим чимось що ми бачимо як лиш глянемо на них." Але навіть так, наші тілесні очі не сприймають людей, якась інша пізнавальна сила супроводжуюча наші чуття сприймає їхнє життя. Аби бути знаною річ має бути присутньою в знавці, тому те наскільки вона є знаною залежить від того наскільки вона є присутньою, беручи до уваги шляхи якими знавець та знане існують...Орган зору є повністю тілесною здатністю, що не може бути піднесеним до нематеріального рівня; наші очі бачать лише ту чи іншу випадковість природи без її абстрагування. Але розум вже перевищує матерію до якоїсь міри природою, абстрагуючи від конкретних осіб і розумово відділяючи образ від даної матерії котру він сприйняв. Так. розум може бути піднятий навіть вище, Божою ласкою, до знання субстанцій що існують незалежно від матерії, і незалежно утримуючого існування. Коли сотворені розуми бачать субстанцію Бога, сама субстанція Бога формує їхнє розуміння; але тоді щось більше ніж їхня природа необхідне щоби налаштувати їх до такої піднесеності: те що ми називаємо світлом слави. Яскравість Бога просвітить її, а саме спільноту тих, що бачать Бога. Це надприродне світло вподобляє нас до Бога: тоді коли Він зявиться ми будемо подібними Йому і побачимо Його таким як Він є". Функцією цього сотвореного світла є не спричинення розуміння Божої субстанції (воно є тим самим по собі) але зміцнення нашого розуміння шляхом подібним коли вміння та інші навички зміцняють нашу здатність чинити речі...Це світло робить творіння подібним Богові. Чим більше цього світла в розумі - тим більш досконало розум бачить Бога. І ті хто має більшу любов  мають більше світла.  Більша любов спричинює більше бажання, і бажання є само якимсь чином предиспозицією що робить людину підготовленою отримати те що вона бажає. Таким чином ті хто любить більше побачать Бога більш досконало і будуть більш благословенними."